# 奧騷弄蝶屬
奧騷弄蝶屬（學名：Orses）是弄蝶科弄蝶亞科中的一個屬。物種分佈於新熱帶界。

## 物種
- 奧騷弄蝶 Orses cynisca
- 伊蒂奧騷弄蝶 Orses itea